# 비엘스크군

포들라스키에주 지도에 표시된 비엘스크군의 위치

비엘스크군(폴란드어: powiat bielski)은 폴란드 포들라스키에주에 위치한 군으로 군청 소재지는 비엘스크포들라스키이며 면적은 1,385.2km2, 인구는 54,590명(2019년 기준), 인구 밀도는 39명/km2이다.
북쪽으로는 비아위스토크군, 동쪽으로는 하이누프카군, 남쪽으로는 시에미아티체군, 서쪽으로는 비소키에마조비에츠키에군과 접한다. 8개 지방 자치체(2개 도시, 6개 농촌)를 관할한다.

군기
군 문장